# Ephippiger persicarius
Ephippiger persicarius is een rechtvleugelig insect uit de familievan de sabelsprinkhanen (Tettigoniidae). De wetenschappelijke naam van deze soort is voor het eerst voorgesteld door Hans Fruhstorfer in een publicatie uit 1921.
Deze soort komt voor in Zuid-Zwitserland en Noord-Italië.